# Communiqué
Communiqué je drugi album britanskog rock sastava Dire Straits, izdan 1979. godine.

## Povijest
Album Communiqué je snimljen u prosincu 1978. godine u studiju Compass Point u Nassauu, a producirali su ga Jerry Wexler i Barry Beckett. Postao je prva ploča koja je zauzela prvo mjesto na njemačkoj glazbenoj listi u svom prvom tjednu nakon izdavanja (dok je njihov debitantski album Dire Straits bio na trećem mjestu). Communiqué se prodao u sedam milijuna primjeraka diljem svijeta, a u Europi se prodao u 3,6 milijuna primjeraka. U SAD-u je dostigao zlatni status (tj. prodanih pola milijuna primjeraka).
Album je digitalno obrađen i izdan 1996. godine s ostatkom kataloga Dire Straitsa u većini zemalja izvan SAD-a. Tamo je pušten u prodaju tek 19. rujna 2000. godine.

## Popis pjesama
Sve pjesme je napisao Mark Knopfler.
1. "Once Upon a Time in the West" – 5:25
2. "News" – 4:14
3. "Where Do You Think You're Going?" – 3:49
4. "Communiqué" – 5:49
5. "Lady Writer" – 3:45
6. "Angel of Mercy" – 4:36
7. "Portobello Belle" – 4:29
8. "Single Handed Sailor" – 4:42
9. "Follow Me Home" – 5:50

## Zasluge
- Mark Knopfler: gitara, ritam gitara, vokali
- John Illsley: bas-gitara, prateći vokali
- David Knopfler: ritam gitara, prateći vokali
- Pick Withers: bubnjevi
- B. Bear: klavijature

### Produkcija
- Barry Beckett, Jerry Wexler - producenti
- Jack Nuber - inženjer
- Gregg Hamm - miksanje
- Bobby Hata - obrada zvuka
- Paul Wexler - supervizor obrade zvuka
- Bob Ludwig - digitalna obrada (remasteriranje)
- Jo Motta - koordinator projekta
- Gregg Geller - konceptualni dizajner
- Alan Schmidt - umjetnički dizajner
- Geoff Halpin - ilustrator

## Glazbene liste
Album Communiquè je proveo samo 30 tjedana na glazbenoj listi Ujedinjenog Kraljevstva. 

### Album
| Godina | Glazbena lista         | Pozicija |
| ------ | ---------------------- | -------- |
| 1979.  | Njemačka               | 1.       |
| 1979.  | Novi Zeland            | 1.       |
| 1979.  | Švedska                | 1.       |
| 1979.  | Norveška               | 2.       |
| 1979.  | Ujedinjeno Kraljevstvo | 5.       |
| 1979.  | Austrija               | 7.       |
| 1979.  | SAD                    | 11.      |
| 1979.  | Italija                | 17.      |

### Singlovi
| Godina | Pjesma        | SAD | Ujedinjeno Kraljevstvo |
| ------ | ------------- | --- | ---------------------- |
| 1979.  | "Lady Writer" | #45 | #51                    |